# Matthew H. Carpenter

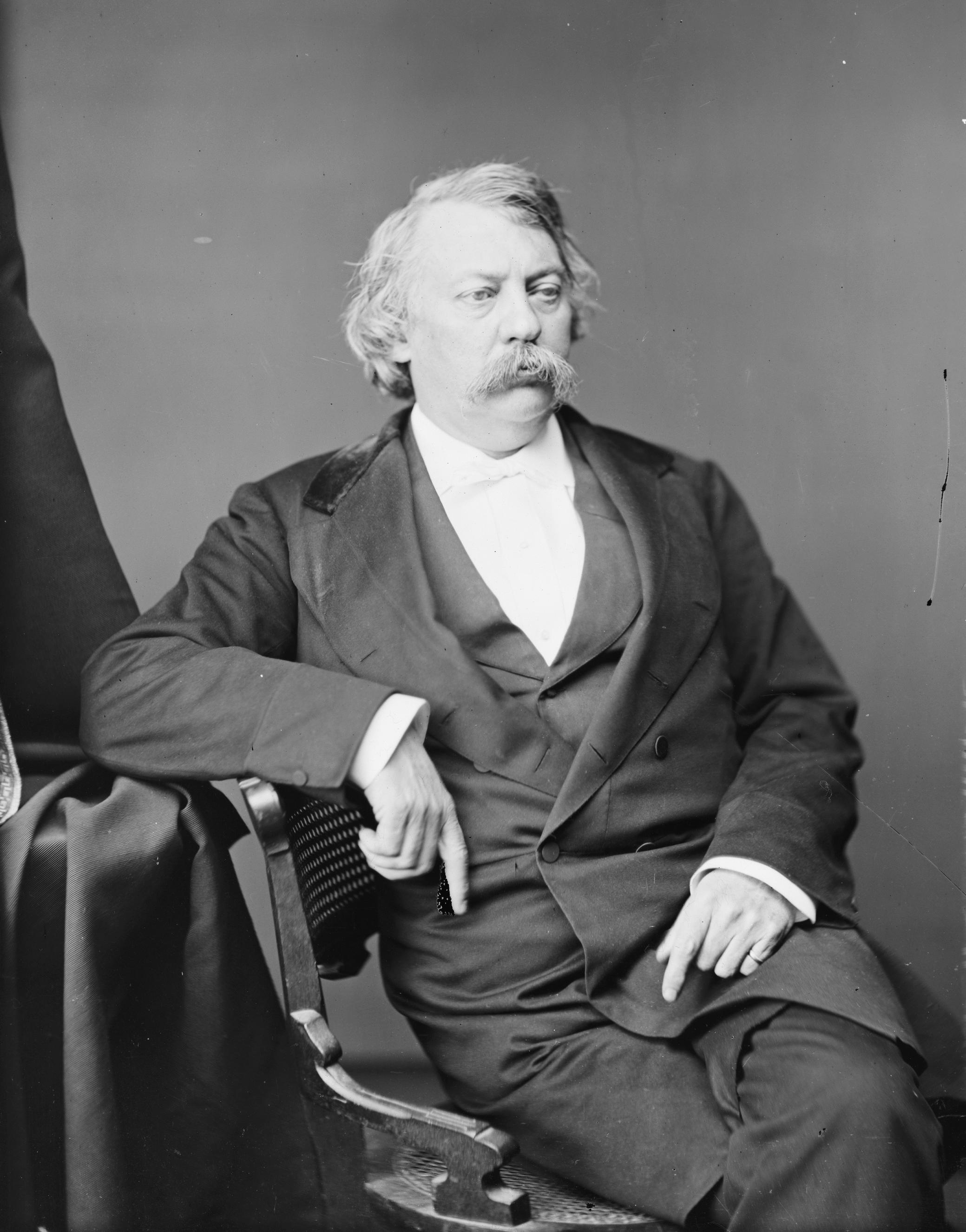
Matthew H. Carpenter

Matthew Hale Carpenter (* 22. Dezember 1824 in Moretown, Washington County, Vermont als Decatur Merritt Hammond Carpenter; † 24. Februar 1881 in Washington, D.C.) war ein US-amerikanischer Politiker, der den Bundesstaat Wisconsin im US-Senat vertrat.
Carpenter besuchte die öffentlichen Schulen in Vermont und später die US-Militärakademie in West Point, wo er von 1843 bis 1845 ausgebildet wurde. Im Anschluss studierte er die Rechtswissenschaften, wurde 1847 in die Anwaltskammer aufgenommen und begann danach in Boston zu praktizieren. 1848 zog er nach Beloit in Wisconsin, wo er seinen Geburtsnamen ablegte und als Matthew Hale Carpenter bekannt wurde. Von 1850 bis 1854 war er der Bezirksstaatsanwalt des Rock County.
Vor Ausbruch des Bürgerkrieges gehörte Carpenter der Demokratischen Partei an und war dort Mitglied des Douglas-Flügels; danach trat er zu den Republikanern über. Für seine neue Partei wurde er 1868 in den US-Senat gewählt, wo er vom 4. März 1869 bis zum 3. März 1875 verblieb; der Wiederwahlversuch verlief erfolglos. Während seiner Amtszeit war er unter anderem Vorsitzender des Ausschusses zur Kontrolle der Ausgaben, dessen Funktion später das Committee on Rules and Administration übernahm; ferner war er von März 1873 bis Januar 1875 Präsident pro tempore des Senats.
In der Folge arbeitete Carpenter wieder als Anwalt in Washington und Milwaukee, ehe er 1878 erneut in den Senat gewählt wurde. Er starb jedoch noch während seiner Amtszeit am 24. Februar 1881 in Washington.